# Symmetrisches Produkt
Das symmetrische Produkt ist im mathematischen Teilgebiet der Algebraischen Topologie eine wichtige Konstruktion, welche symmetrische Gruppen und Produkte kombiniert. Eine zentrale Anwendung ist die Verbindung von Homotopie- und Homologiegruppen durch den Satz von Dold-Thom.

## Definition
Sei {\displaystyle X} ein topologischer Raum, dann wirkt die symmetrische Gruppe {\displaystyle \operatorname {Sym} _{n}} auf dem Produkt {\displaystyle X^{n}} durch Permutation der Einträge. Es sei:
{\displaystyle \operatorname {SP} _{n}(X):=X^{n}/\operatorname {Sym} _{n}.}
Für die Wahl eines Punktes {\displaystyle x\in X} gibt es kanonische Einbettungen {\displaystyle X^{n}\hookrightarrow X^{n+1}} durch Hinzufügen dieses Punktes, welche als kanonische Einbettungen {\displaystyle \operatorname {SP} _{n}(X)\hookrightarrow \operatorname {SP} _{n+1}(X)} wohldefiniert sind. Bei zusammenhängenden Räumen ist die genaue Wahl nicht relevant. Nun ist das symmetrische Produkt der induktive Limes:
{\displaystyle \operatorname {SP} (X):=\lim _{n\rightarrow \infty }\operatorname {SP} _{n}(X).}

## Eigenschaften
- {\displaystyle \operatorname {SP} _{n}([0,1])} ist genau der {\displaystyle n}-Simplex {\displaystyle \Delta ^{n}}.
- {\displaystyle \operatorname {SP} _{2}(S^{1})} ist das Möbiusband.
- {\displaystyle \operatorname {SP} _{n}(S^{1})} kann mit den Konjugationsklassen der unitären Gruppe {\displaystyle \operatorname {U} (n)} identifiziert werden.
- {\displaystyle \operatorname {SP} _{2}(S^{n})} ist der Abbildungskegel einer stetigen Abbildung {\displaystyle \Sigma ^{n}\mathbb {R} P^{n-1}\rightarrow S^{n}}.
- {\displaystyle \operatorname {SP} (S^{2})} ist der unendliche komplexe projektive Raum {\displaystyle \mathbb {C} P^{\infty }}.
- Satz von Dold-Thom: Reduzierte singuläre Homologie faktorisiert als entsprechende Homotopiegruppe des symmetrischen Produktes über zusammenhängenden CW-Komplexen. Für einen zusammenhängenden CW-Komplex {\displaystyle X} gilt also:
{\displaystyle {\widetilde {H}}_{n}(X,\mathbb {Z} )=\pi _{n}\operatorname {SP} (X).}

Ein gutes Beispiel ist das vorherige Resultat {\displaystyle \operatorname {SP} (S^{2})\cong \mathbb {C} P^{\infty }}, da {\displaystyle S^{2}} nur {\displaystyle {\widetilde {H}}_{2}(S^{2},\mathbb {Z} )\cong \mathbb {Z} } nichttriviale reduzierte singuläre Homologiegruppe hat und {\displaystyle \mathbb {C} P^{\infty }} nur {\displaystyle \pi _{2}(\mathbb {C} P^{\infty })\cong \mathbb {Z} } als einzige nichttriviale Homotopiegruppe hat. Allgemeiner bildet dadurch das symmetrische Produkt jeweils Moore-Räume auf Eilenberg-MacLane-Räume ab.